# Powiat Kuwana
Powiat Kuwana (jap. 桑名郡 Kuwana-gun) – powiat w Japonii, w prefekturze Mie. W 2024 roku liczył 5759 mieszkańców.

## Miejscowości
- Kisosaki